# Inductanță
Inductanța este mărimea fizică care caracterizează o bobină ideală (un dipol care poate înmagazina energia prin intermediul unui câmp magnetic) realizată dintr-un anumit număr de spire de material bun conductor electric, care, cel mai adesea, înconjoară un circuit din material feromagnetic permeabil câmpului magnetic, a cărui funcție este de a concentra liniile de câmp magnetic induse de curentul ce parcurge bobina.
O bobină este caracterizată de inductanța proprie L, care depinde de numărul de spire N și de reluctanța magnetică a circuitului magnetic, conform relației:
Simbolul unei inductanțe și sensurile de referință ale tensiunii și curentului (convenția pentru receptor) sunt:
Figura 8 - Reprezentarea simbolică a inductanței și sensurile de referință
Unitatea de măsură a inductivității proprii L este henry (H) și, ținând cont de expresia anterioară, este intrinsec, pozitivă.
În cazul în care elementul este în repaus, tensiunea la bornele unei inductanțe este direct proporțională cu derivata în funcție de timp a curentului ce o parcurge, multiplicată cu L.
O primă observație ce se poate face, cu referire la expresia de mai sus, este că, în cazul în care curentul  este constant în timp, tensiunea la bornele unei inductanțe este nulă. Aceasta corespunde situației atingerii regimului permanent într-un circuit alimentat în curent continuu (DC); în această situație, o inductanță este echivalentă cu un conductor perfect (scurtcircuit), deoarece
În ceea ce privește puterea la bornele unei inductanțe, se poate scrie:
Spre deosebire de expresia puterii la bornele unui rezistor, semnul puterii la bornele unei inductanțe, depinde de semnele curentului ce o parcurge și al derivatei acestuia în funcție de timp; aceasta înseamnă că o inductanță poate absorbi sau furniza energie.
Energia  care parcurge inductanța se poate calcula:
în care  este energia înmagazinată la momentul .
Considerând sensurile de referință ale tensiunii și curentului corespunzătoare convenției pentru receptor, se observă:
- dacă  (curentul și derivata lui au același semn), inductanța absoarbe energie, crescând energia înmagazinată;
- dacă  (curentul și derivata lui au semne diferite), inductanța furnizează energie, restituind energia înmagazinată.